# Стојанка мајка Кнежопољка
Стојанка мајка Кнежопољка је поема Скендера Куленовића настала 1942. године. Настала је као песничко сведочанство ужаса усташког клања над српским цивилима на Козари.
Поема је језички обликована по моделу народне тужбалице. Али она је више позив на освету, слављење слободе и живота, него јадиковка мајке што је изгубила три сина (Срђана, Мрђана и Млађена), у непријатељској офанзиви.
У поткозарском селу Кнежици по њој је именована Основна школа „Мајка Кнежопољка“.